# Auguste Hyrtl

Auguste Hyrtl

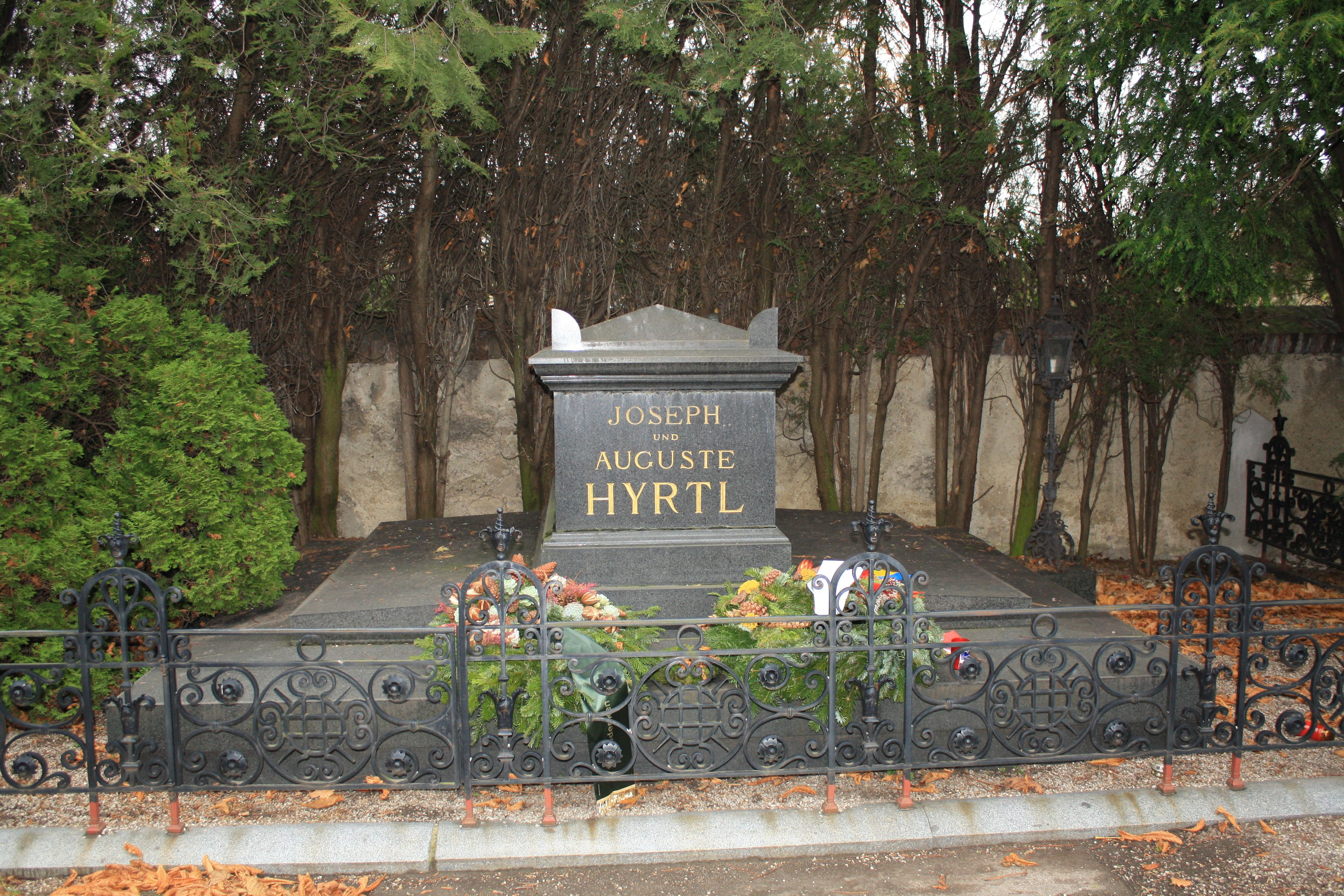
Ehrengrab Hyrtls auf dem Perchtoldsdorfer Friedhof

Auguste Hyrtl, geb. von Gaffron und Oberstradam, (* 22. Februar 1818 in Braunschweig; † 18. November 1901 in Perchtoldsdorf bei Wien) war eine deutsche Schriftstellerin.

## Leben
Auguste Hyrtl kam 1818 als Tochter des Majors Karl von Gaffron Sohn eines alten schlesischen Adelsgeschlechts und der Julie Neagle aus Irland zur Welt. Ihre jüngere Schwester war die Schriftstellerin Antonie Brehmer-Gaffron, geb. von Gaffron und Oberstradam.
Hyrtl führte den Geburtsnamen von Gaffron und Oberstradam. Sie lernte den österreichischen Anatom Josef Hyrtl in den 1860er Jahren kennen, war aber noch mit Heinrich Conrad, einem königlich-preußischen Leutnant, verheiratet. Sie lebte von ihm aber getrennt. Mit Hyrtl zog sie 1869 nach Perchtoldsdorf, wo Hyrtl eine Villa erwarb, als er sich von seiner Lehrtätigkeit zurückzog. Erst 1870 heiratete sie Hyrtl in Wien-Alsergrund, obwohl sie sich bereits vorher als Hyrtls Frau bezeichnete. Die Ehe blieb kinderlos. Auguste Hyrtl verwaltete seinen Nachlass, nachdem Hyrtl 1894 verstarb. Sie ist auf dem Perchtoldsdorfer Friedhof im Ehrengrab ihres Mannes bestattet.
Hyrtl schrieb vor allem Gedichte, die in Zeitungen veröffentlicht wurden und unter anderem 1880 in zwei Bänden erschienen. Sie gehörte auch der Iduna (Vereinigung), die sich nach der nordischen Gottheit der Fruchtbarkeit nannte, an.

## Werke
- o. J.: Gedichte einer Frau, neue Ausgabe 1875 unter dem Titel Gedichte
- 1880: Gedichte (2 Bände)